# Coelorinchus simorhynchus
Coelorinchus simorhynchus és una espècie de peix de la família dels macrúrids i de l'ordre dels gadiformes.

## Morfologia
- Els mascles poden assolir 40,5 cm de llargària total.[5][6]

## Depredadors
És depredat per Merluccius capensis i Merluccius paradoxus.

## Hàbitat
És un peix d'aigües profundes que viu entre 139-986 m de fondària.

## Distribució geogràfica
Es troba a Angola.